# Вакуумные материалы
Ва́куумные материа́лы — материалы, применяемые в вакуумных аппаратах и приборах. Основные требования, предъявляемые к вакуумным материалам — низкое давление насыщенного пара при рабочих температурах и возможность лёгкого обезгаживания. Вакуумные материалы для оболочек вакуумных приборов, кроме того, должны быть малогазопроницаемы. Давление пара, газоотделение и газопроницаемость вакуумных материалов — основные свойства, определяющие верхний предел достижимого вакуума и возможность его сохранения в течение продолжительного времени. Другие требования к вакуумным материалам определяются областью их применения. Вакуумные материалы можно подразделить на следующие основные группы:
- конструкционные материалы;
- геттеры (газопоглотители);
- вакуумные масла и материалы, применяемые как рабочие жидкости насосов и вакуумметров (например, ртуть);
- замазки, смазки, лаки и цементы.

Металлы идут на изготовление корпусов, насосов, вентилей, оболочек, электродов, газопоглотителей. Стекло — основной материал для колб, трубок, ламп и т. п. Из синтетических материалов (полиэтилен, политетрафторэтилен, полиамид и др.) и резины изготовляют трубки, прокладки и т. п. Вакуумные смазки и замазки служат для уплотнения разъемных и постоянных соединений. Лаки применяют для заделки царапин, покрытия поверхностей, цементы — для цоколёвки ламп.